# Owen Jones (arquitecto)
Owen Jones (Londres, 15 de febrero de 1809 - ídem, 19 de abril de 1874) fue un arquitecto, artista decorativo, escritor y educador británico. A través de sus esfuerzos por publicar sus conclusiones sobre el uso histórico del color en la decoración, también se convirtió en uno de los pioneros de la cromolitografía.

## Biografía
Después de un aprendizaje de seis años en el estudio de un arquitecto, viajó durante cuatro años por Italia, Grecia, Turquía, Egipto y España. Haciendo un estudio especial de la Alhambra de Granada, visitando el monumento en dos ocasiones, años 1834 y en 1837 junto con el francés Jules Goury, realizando unos minuciosos estudios de los dibujos, levantando planos, alzados, secciones, calcos e incluso vaciados en yeso. Publicando en 1842 y 1845 dos volúmenes, obra cumbre para entender y difundir el orientalismo de la Alhambra. Regresó a Inglaterra en 1836.
Especializado en decoración de interiores, su fórmula era la siguiente: "Forma sin color es como un cuerpo sin alma". Sólo unos pocos de sus interiores han sobrevivido intactos, sobre todo la casa de Alfred Morrison en Carlton House Terrace y los mosaicos y los capiteles en Christ Church, Streatham Hill.
Fue uno de los encargados de las obras para la Exposición Universal de Londres de 1851 y unos años después, en 1854, fue responsable de la decoración general del Palacio de Cristal en Sydenham, pintando las estructuras metálicas internas con los colores básicos -azul, verde, y rojo- de la Alhambra, además construyó una réplica del patio de los Leones en su interior y otros ambientes alhambreños, un incendio en 1936 destruye la pieza que durante mucho tiempo fue un referente cultural para el mundo anglosajón de la existencia del Palacio Nazarí. Jones creó el original Museo de los Fabricantes, un predecesor del Victoria and Albert Museum.
En 1856 Jones, junto con Lord Brougham y otros, publicó un folleto y diseños para un gran Palacio del Pueblo, en Muswell Hill, al norte de Londres, para la educación y la recreación del público. Su idea fue finalmente realizada en 1873 como Alexandra Palace. Aunque Jones no fue implicado personalmente, sus ideas sobre el diseño y el color son evidentes en el Palacio.
La Gramática del Ornamento, un libro escrito por Jones y publicado por primera vez en 1856, se convirtió en una herramienta importante de la época para el aprendizaje de los diseñadores de artes decorativas, mediante el estudio de las culturas de las tierras donde había viajado Jones o que había estudiado; el libro destacaba por las ilustraciones de ornamento chino, persa, hindú, árabe y de otras culturas, reproducidas con el recién desarrollado proceso de cromolitografía. La elección del color usado en el libro fue considerado como importante e influyente para los diseños ornamentales.

## Obras
- Plans, Elevations and Details of the Alhambra (1835-1845).
- Designs for Mosaic and Tesselated Pavements (1842).
- Encaustic Tiles (1843).
- Polychromatic Ornament of Italy (1845).
- An Attempt to Define the Principles which regulate the Employment of Color in Decorative Arts (1852).
- Handbook to the Alhambra Court (1854).
- Grammar of Ornament (1856).
- One Thousand and One Initial Letters (1864).
- Seven Hundred and Two Monograms (1864).
- Examples of Chinese Ornament (1867).